# Kasikornbank
Kasikornbank (KBank) — четвёртый крупнейший коммерческий банк Таиланда. Штаб-квартира банка расположена в Бангкоке. В списке крупнейших публичных компаний мира Forbes Global 2000 за 2021 год занял 705-е место (в том числе 309-е по активам и 709-е по чистой прибыли).
Касикорнбанк (Тайский фермерский банк) был основан 8 июня 1945 года этническим китайцем Чоти Ламсам (Choti Lamsam); его внук Бантум Ламсам занимает пост почётного председателя банка. В 1967 году банк открыл отделения в Гамбурге, Лондоне и Нью-Йорке. В 1976 году провёл первичное размещение акций на фондовой бирже Таиланда. В 2003 года официальное английское название было изменено с перевода (Thai Farmers Bank) на транслитерацию (Kasikornbank). В 2014 году был создан дочерний банк в Лаосе, а в 2017 году — в КНР.
Сеть банка насчитывает 860 отделений и 11 тысяч банкоматов в Таиланде, а также два дочерних банка, в КНР и Лаосе. Зарубежные операции приносят около 1 % выручки.
Активы на конец 2020 года составили 3,66 трлн батов ($112 млрд), из них 2,24 трлн пришлось на выданные кредиты, 776 млрд — на инвестиции. Принятые депозиты составили 2,34 трлн батов.